# Každý má právo na vzdělání
Každý má právo na vzdělání je pískovcové sousoší na nám. T. G. Masaryka v Unhošti v okrese Kladno. Na piedestalu z šikmého pískovcového sloupu sedí žena s knihou v dlaních, vedle ní klečí na pravém koleni muž, který jí levou rukou drží za rameno a oba čtou v knize.

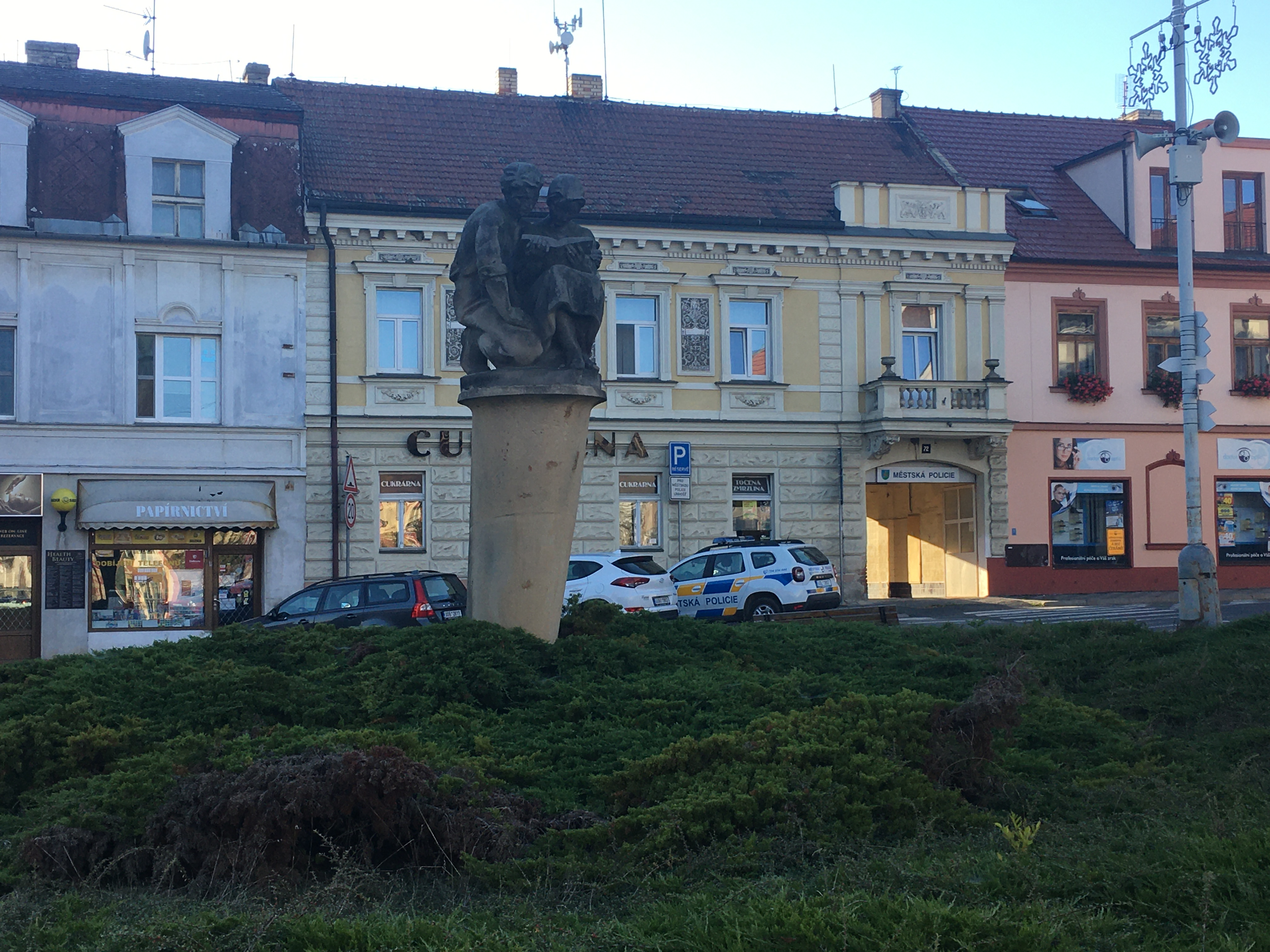
Nám. T. G. Masaryka v Unhošti

Autorem díla je Josef Klimeš, který předlohu (drobnou bronzovou plastiku Zamilovaný pár) vytvořil pro světovou výstavu EXPO 1958 v Bruselu, předlohou byli herečka Milena Glogarová a sochař Václav Frýdecký. S tesáním do pískovce mu pak vypomáhal další český sochař, Čestmír Mudruňka a osazování pomníku probíhalo dva měsíce před slavnostním odhalením 3. prosince 1961. V té době bylo již náměstí přejmenováno na náměstí Antonína Zápotockého a byl zde prázdný piedestal od bronzové sochy T. G. Masaryka. S pojmenováním sochy přišel historik umění a pracovník Státní památkové péče PhDr. Josef Kopeček, který vycházel z jednoho z článků tehdejší socialistické ústavy, který stanovoval, že „Každý má právo na vzdělání“, což tematicky korespondovalo s budovami škol okolo náměstí. S novým architektonickým řešením podstavce pomníku včetně úpravy okolí v prostoru náměstí byl pověřen funkcionalistický architekt František Maria Černý (1903-1978).